# Зубцовский кремль
Зубцовский кремль — историческое ядро Зубцова Тверской области. Городище Зубцовского кремля с хорошо сохранившимися валами расположено на левом берегу Волги напротив впадения в неё Вазузы.
Судя по археологическим данным, жизнь на месте городища началась в XI веке. Первое летописное упоминание о Зубцове под 1216 годом связано с его 
захватом новгородским князем Мстиславом Удатным. В ходе московско-тверских войн Зубцов, принадлежавший Тверскому княжеству, осаждался Дмитрием Донским в 1370 году и брался им в 1375 году, но после заключения мира вновь был возвращён князю Михаилу Александровичу Тверскому. На протяжении некоторого времени Зубцов являлся центром удельного княжества, а кремль — княжеской резиденцией. В 1581 году Зубцов был занят отрядом литовского гетмана Христофора Радзивилла. В 1606 году Зубцов перешёл в руки сторонников Лжедмитрия II, изганных два года спустя шведским корпусом под командованием Эверта Горна, воевавшего за Василия Шуйского. Однако в последующие годы Зубцов был разорён поляками и литовцами.
Зубцовский кремль располагался на высоком мысу в крутом повороте Волги и в плане представлял неправильный овал с периметром земляных валов около 830 м. Вал венчали деревянные стены и башни. Площадь кремля составляла 5,3 га. С напольной стороны его также защищал ров глубиной 3,5 м. В 1692 году в крепости был возведён деревянный Успенский собор, а в 1752 году рядом с ним купцом Малыгиным был построен второй Успенский собор. Также в крепости находились воеводский двор и канцелярия. В конце XVIII века обветшавшие Успенские соборы разобрали, а новый кирпичный собор возвели уже вне валов древнего городища. Из старой крепости перенесли в город также присутственные места, после чего городище оказалась заброшено. В настоящее время каких-либо построек внутри кремля нет.
Памятник был обследован Э. А. Рикманом.